# Schwarzbach (Große Mittweida)
| Zuläufe und Bauwerke \| Schwarzbach \| Schwarzbach \| Schwarzbach \| \| ----------------------------------------------------- \| ----------- \| --------------------- \| \| Legende \| \| \| \| Geyerscher Wald \| \| Hermannsdorfer Wiesen \| \| Elterleiner Teichgebiet \| \| \| \| Schlangenbach \| \| \| \| Wiesenbach \| \| \| \| Elterlein \| \| Steingraben \| \| \| \| \| \| \| \| \| \| Schwarzbach \| \| Mühlgraben \| \| \| \| \| \| \| \| \| \| Gut Förstel \| \| \| \| Langenberg \| \| \| \| Wildenau \| \| \| \| ← Zwickauer Mulde ← Schwarzwasser ← Große Mittweida ← \| \| \| |  |                       |
| Schwarzbach |  |                       |
| Legende |  |                       |
| Geyerscher Wald |  | Hermannsdorfer Wiesen |
| Elterleiner Teichgebiet |  |                       |
| Schlangenbach |  |                       |
| Wiesenbach |  |                       |
| Elterlein |  | Steingraben           |
| |  |                       |
| |  |                       |
| Schwarzbach |  | Mühlgraben            |
| |  |                       |
| |  |                       |
| Gut Förstel |  |                       |
| Langenberg |  |                       |
| Wildenau |  |                       |
| ← Zwickauer Mulde ← Schwarzwasser ← Große Mittweida ← |  |                       |

Der Schwarzbach ist ein Fluss im westlichen Erzgebirge.

## Etymologie
Der Fluss trägt denselben Namen wie die erstmals 1240 urkundlich als „Swartzpach“ erwähnte Siedlung.

## Verlauf
Der Schwarzbach entspringt aus vielen Einzelquellen im Naturschutzgebiet Hermannsdorfer Wiesen im Geyerschen Wald nahe dem Schwarzen Teich auf Elterleiner Flur. Nachdem unter anderem der Schlangenbach und der Wiesenbach in den Schwarzbach münden, umfließt er die Stadt Elterlein, führt am Elterleiner Sportplatz vorbei und unterquert die Scheibenberger Straße. Nun öffnet sich das Schwarzbachtal und der Fluss durchquert den Ort, der seinen Namen dem Schwarzbach verdankt. Hier fließen unter anderem der Mühlgraben mit der Mühle und Bäckerei Doering und der Rotbach/Rote Bach ein. Er verlässt Schwarzbach nach Südwesten und fließt weiter durch Langenberg, wo er beim Gasthaus „St. Katharina“ beginnt, sich stark mäandernd seinen Weg nach Schwarzenberg zu bahnen. Hier mündet er kurz nach dem Ortseingang in die Große Mittweida.